# Дасије, Гај и Зотик
Дасије (стгрч. Δασιος Δασιος, погубљен 303. године, Никомедија), Гај и Зотик – никомедијски мученици, свеци које као мученике поштују Римокатоличка и Православна црква (дан за спомена – 21. октобар).

## Биографија
Према хагиографским изворима, Дасије је био слуга у резиденцији римског цара Диоклецијана, која се налазила у Никомедији. Према неким изворима, заједно са својим друговима Зотиком и Гајем, био је неправедно оптужен од пагана да је запалио царску резиденцију. Према другим сведочењима, Дасије и његови другови су ухваћени након што су бацили дарове постављене на олтаре паганских богова. Упркос окрутном мучењу, Дасије, Зотик и Гај су одбили да се одрекну хришћанске вере. По наређењу цара су потопљени, поставши међу првим жртвама Великог прогона хришћана почетком 4. века. У Прологу се наводи да су ушли у незнабожачко идолиште, порушили жртвенике и поразбијали идоле. Зато су обешени на дрво, стругали су им тела коњском чешагијом, ране им трљали сурим и оштрим крпама власеним. Видећи да муке подносе без роптања и притом смело изобличавају ништавност идола и громогласно проповедају Исуса Христа, бога једносушног са Оцем и Светим Духом, незнабожни мучитељи су им обесили камење о врату и бацили у море.
Свети Дасије, Зотик и Гај помињу се већ у сиријској мартирологији с краја 4. – почетка 5. века, али без помињања детаља њиховог мучеништва. У Јеронимовом мартирологу се већ говори о месту њиховог погубљења – граду Никомидији, и да је уз тројицу светитеља страдало и дванаест римских војника који су следили њихов пример. Детаљнија прича о Дасију и његовим друговима садржана је у византијским житијима ових светаца, подаци из којих су били основа за сведочење каснијих синаксара. У „Римском мартирологију“ дан сећања на свете мученике Никомидије Дасија, Зотика и Гаја, неведен је 21. октобар.